# Förfäder
Förfäder är en människas genetiska bidragslämnare, räknat från mor och far. Relationen förfader (som trots benämningens manliga genus ska betraktas som könsneutral) är formellt sett rekursivt definierad; en person är förfader till en annan person om, och endast om, den förste är antingen förälder till den andra (dvs. direkt förälder) eller förälder till en förfader till den andra (dvs. indirekt förälder). Med förälder menas i alldagliga sammanhang mor eller far.
Förfäder kan vara föremål för forskning:
- släktforskning, då kallas objektet för forskningen proband och dess förfäder kallas anor. En specificerad förfader kallas ana. En produkt av denna sorts forskning kallas antavla och är en uppställning av probandens förfäder och dess relationer. Antavlans motsats kallas stamtavla och visar probandens efterkommande, ättlingar.
- som fossil, för arkeologisk forskning, då kallas forskningen paleoantropologi.

Förfäder kan också vara föremål för religiös aktivitet:
- dyrkan, så kallad förfädrakult.
- retroaktivt kristnande eller döpande, till exempel hos mormonerna, som därför byggt upp ett stort register i Salt Lake City.